# Flávio Costa
Flávio Costa (* 14. September 1906 in Carangola, Minas Gerais; † 22. November 1999 in Rio de Janeiro) war ein brasilianischer Fußballspieler und -trainer. Er gilt in seinem Heimatland als einer der größten Trainer der ersten Hälfte des 20. Jahrhunderts. Er betreute die brasilianische Nationalmannschaft von 1944 bis 1953 und wurde mit ihr 1950 Vizeweltmeister.

## Der Spieler
Von 1926 bis 1936 spielte Flávio Costa 145 mal in den schwarz-roten Trikots von Flamengo Rio de Janeiro und erzielte dabei 15 Tore. Meist war er dabei im Mittelfeld anzutreffen. Ab September 1934 fungierte er als Spielertrainer.
Höhepunkt seiner Spielerlaufbahn war der Gewinn der Staatsmeisterschaft von Rio de Janeiro, dem Campeonato Carioca, 1927.

## Der Trainer

### Flamengo
Costa trainierte von 1934 bis 1937, 1938 bis 1945, 1946, 1951 bis 1952 sowie von 1962 bis 1965 die Mannschaft von Flamengo Rio de Janeiro in Rio de Janeiro. Zwischen April 1937 und September 1938 agierte er hier zudem als Assistenztrainer des Ungarn Izidor "Dori" Kürschner.
Costa profitierte von dieser Begegnung besonders, da Kürschners Ankunft in Brasilien einen Innovationsschub für den dortigen Fußball brachte. Der Ungar stellte beispielsweise das seit den 1920er Jahren in England praktizierte WM-System vor und führte weitere modernere Praktiken ein.
Costa gewann mit Flamengo zwischen 1939 und 1944 vier Staatsmeisterschaften von Rio de Janeiro. Nationale Wettbewerbe wie etwa eine brasilianische Meisterschaft gab es in jenen Tagen noch nicht.
Flávio Costa hat die längste Amtszeit aller Trainer von Flamengo akkumuliert.

### Vasco da Gama
Von 1947 bis 1950 und von 1953 bis 1956 trainierte er den Stadtrivalen von Flamengo, den CR Vasco da Gama.
Unter der Leitung von Flávio Costa gewann Vasco mehrere Staatsmeisterschaften – 1947 und 1949 sogar ungeschlagen. Darüber hinaus führte er Vasco da Gama 1948 auch zum Sieg im Campeonato Sudamericano de Campeones, die "Südamerikanische Meisterschaft der Meister", den Vorläufer der Copa Libertadores.

### Nationaltrainer von Brasilien
Von 1944 bis 1950 trainierte er die brasilianische Fußballnationalmannschaft und führte diese 1950 beim Turnier im eigenen Lande zur Vizeweltmeisterschaft.
In drei Teilnahmen bei der Copa América unter Flávio Costas Leitung musste sich Brasilien zweimal mit dem zweiten Platz zufriedengeben. Der 7:0-Erfolg im Finale von 1949 gegen Paraguay, welches in Rio de Janeiro stattfand, ist aber noch bis heute Rekord. Ademir de Menezes erzielte dabei auch den bislang den einzigen Hattrick in Copa América Finales.
Er diente der brasilianischen Nationalmannschaft auch für ein Spiel 1955 sowie rund vier Monate 1956 als Trainer. In seinem letzten Spiel am 8. August 1956 sicherte er mit einem 0:0 gegen Argentinien in Buenos Aires den Sieg bei der Erstausspielung der Taça do Atlântico, einem privaten Einladungsturnier der besten Ländermannschaften Südamerikas. Der dritte Teilnehmer war Uruguay.
Teile seiner Amtszeiten verliefen parallel mit seinen Tätigkeiten als Vereinstrainer.
Flávio Costa hat die drittlängste Amtszeit aller brasilianischen Nationaltrainer akkumuliert, wenngleich aber neben Mário Zagallo und Carlos Alberto Parreira noch zwei weitere Trainer mehr Spiele aufzuweisen haben.

### FC Porto
In der Saison 1956/57 hatte Costa seine erste Amtszeit als Trainer beim FC Porto im Norden Portugals. Er löste dort einen alten bekannten ab: Dorival Knippel war in den 1930er Jahren noch Torhüter bei Flamengo. Er kam in der Vorsaison zum Verein und beendete dort eine seit 1940 anhaltende Titelflaute und konnte sogar das Double holen.
Flavio Costa gelang hier jedoch nicht der große Wurf, wenngleich die Vizemeisterschaft mit nur einem Punkt hinter Benfica Lissabon durchaus ansehnlich war.

### Comeback bei Flamengo und Karriereende in Porto
Nach dem Ende der Saison kehrte Costa nach Rio de Janeiro zurück und schloss sich zu Beginn des Jahres 1962 erneut seinem Stammverein Flamengo an. Im ersten Jahr seines nunmehr dritten Comebacks bei den Schwarz-Roten gab es noch nichts zu feiern. Am Ende musterte er die Stars Dida und Henrique aus und der spätere Weltmeister Gérson schied im Streit und zug zu Botafogo weiter. 1963 war Costa mit Flamengo wieder Meister von Rio. Es war für ihn das neunte Campeonato Carioca und dabei das fünfte mit Flamengo, das nunmehr 14 Titel aufzuweisen hatte.
1964 blieb der Erfolg in der Staatsmeisterschaft aus. Flamengo drang aber bei der sechsten Ausspielung des Pokals von Brasilien, der Taça Brasil, bis ins Finale vor. Dort war allerdings der von Pelé beflügelte FC Santos das Maß aller Dinge. Mit 4:1 gingen die Rot-Schwarzen in der paulistanischen Hafenstadt unter und zu Hause gab es nur ein mageres 0:0. Die historische Extraklasse der Mannen um Pelé in jenen Jahren ist auch dadurch belegt, dass dies der vierte von insgesamt fünf Erfolgen in Serie von Santos in diesem Wettbewerb war.
Mitte des Jahres 1965 verließ er die Mengão zum letzten Mal und er unternahm ein Comeback beim FC Porto. Diesmal folgte er dort Otto Glória, einem anderen großen Carioca, auf der Trainerbank nach. Glória war in den späteren 1940er Jahren in Rio de Janeiro noch ein Schüler Costas. Nachdem er Benfica zu in den 1950er Jahren zu zahlreichen Titeln verhalf führte er Porto gerade zum vierten Mal in Serie Vizemeister. Dominant war im Portugal jener Jahre das vom großen Eusébio angetriebene Benfica.
Die Saison endete für Costa und Porto erfolglos. Mit acht Punkten Rückstand auf den Meister wurde Porto hinter den beiden Lissaboner Großvereinen nur dritter. Der nunmehr fast 60-jährige Meistertrainer verabschiedete sich ohne Titel vom Trainergeschäft. Die portugiesischen Nationalspieler reisten unterdessen nach England zur Fußball-Weltmeisterschaft ab und sorgten dort unter Trainer Otto Glória für Furore.

## Statistischer Überblick
| Trainerlaufbahn | Trainerlaufbahn | Trainerlaufbahn                   | Trainerlaufbahn |
| Von             | Bis             | Verein                            | Titel |
| --------------- | --------------- | --------------------------------- | --- |
| 1965            | 1966            | FC Porto (Portugal)               | |
| 1960            | 1961            | FC São Paulo                      | |
| 21/01/1962      | 22/07/1965      | Flamengo Rio de Janeiro (RJ)      | 1963 – Staatsmeisterschaft von Rio de Janeiro |
| 1956            | 1957            | FC Porto (Portugal)               | |
| 1/04/1956       | 8/08/1956       | Brasilianische Nationalmannschaft | |
| 13/11/1955      | 13/11/1955      | Brasilianische Nationalmannschaft | |
| 1953            | 1956            | CR Vasco da Gama (RJ)             | |
| 17/02/1951      | 21/12/1952      | Flamengo Rio de Janeiro           | |
| 1947            | 1950            | CR Vasco da Gama (RJ)             | 1947 – Staatsmeisterschaft von Rio de Janeiro 1948 – Campeonato Sul-Americano de Campeões 1949 – Staatsmeisterschaft von Rio de Janeiro 1950 – Staatsmeisterschaft von Rio de Janeiro                                |
| 14/05/1944      | 16/07/1950      | Brasilianische Nationalmannschaft | 1949 – Copa América |
| 10/03/1946      | 21/12/1946      | Flamengo Rio de Janeiro           | |
| 8/12/1938       | 18/11/1945      | Flamengo Rio de Janeiro           | 1939 – Staatsmeisterschaft von Rio de Janeiro 1940 – Torneio Rio-São Paulo 1942 – Staatsmeisterschaft von Rio de Janeiro 1943 – Staatsmeisterschaft von Rio de Janeiro 1944 – Staatsmeisterschaft von Rio de Janeiro |
| 16/09/1934      | 10/01/1937      | Flamengo Rio de Janeiro           | |
| Spielerlaufbahn |                 |                                   | |
| Von             | Bis             | Verein                            | Titel |
| 1926            | 1936            | Flamengo Rio de Janeiro           | 1927 – Staatsmeisterschaft von Rio de Janeiro |

| Statistik mit Brasilien |    |   |    |
| S                       | G  | U | V  |
| 56                      | 35 | 9 | 12 |